# Wanette
La ville de Wanette est située dans le comté de Pottawatomie, dans l’État d’Oklahoma, aux États-Unis. Lors du recensement de 2010, elle comptait 350 habitants.

## Source
- (en) Cet article est partiellement ou en totalité issu de l’article de Wikipédia en anglais intitulé « Wanette, Oklahoma » (voir la liste des auteurs).